# Ingo Steinhöfel
Ingo Steinhöfel (* 29. Mai 1967 in Plauen) ist ein ehemaliger Gewichtheber und Medaillengewinner bei Olympischen Spielen.

## Sportlicher Werdegang
Ingo Steinhöfel nahm insgesamt an fünf Olympischen Spielen teil und konnte 1988 in Seoul mit einer Zweikampfleistung von 360 kg (165,0 / 195,0 kg) die Silbermedaille im Mittelgewicht bis 75 kg gewinnen. Für diesen Erfolg wurde er mit dem Vaterländischen Verdienstorden in Silber ausgezeichnet.

## Persönliche Bestleistungen
- Reißen: 170,0 kg bei der WM 1989 in Athen in der Klasse bis 82,5 kg
- Stoßen: 207,5 kg bei der WM 1989 in Athen in der Klasse bis 82,5 kg
- Zweikampf: 377,5 kg bei der WM 1989 in Athen in der Klasse bis 82,5 kg